# 道恩萨尔
道恩萨尔（Dhaunsar），是印度贾坎德邦Dhanbad县的一个城镇。总人口9205（2001年）。

## 人口
该地2001年总人口9205人，其中男性5148人，女性4057人；0—6岁人口1551人，其中男821人，女730人；识字率48.06%，其中男性为58.68%，女性为34.58%。